# Hajime Moriyasu
Hajime Moriyasu (em japonês:  森保 - Moriyasu Hajime; Kakegawa, 23 de agosto de 1968) é um ex-futebolista e treinador de futebol japonês que atuava como volante. Atualmente, é treinador da Seleção Japonesa.

## Carreira em clubes
Moriyasu é considerado um dos maiores jogadores da história do Sanfrecce Hiroshima, onde iniciou a carreira em 1987 (quando o clube ainda era Mazda Soccer Club), aos 19 anos de idade. Em 1990, chegou a participar de um período de testes no Manchester United, mas não permaneceu na equipe.
Com a profissionalização do Campeonato Japonês em 1993 e a renomeação do Mazda para Sanfrecce Hiroshima, o jogador liderou o meio de campo juntamente com Yahiro Kazama na campanha do título do segundo turno da J-League em 1994. Até 2001, Moriyasu disputou 271 partidas e marcou 34 gols - durante o período, foi emprestado ao Kyoto Purple Sanga, pelo qual atuou 32 vezes, com 1 gol marcado.
Sua aposentadoria como atleta foi em 2003, quando defendia o Vegalta Sendai. Aos 35 anos, ele não conseguiu evitar o rebaixamento da equipe à segunda divisão.

## Seleção Japonesa
Defendeu a Seleção Japonesa de 1992 a 1996, disputando 35 jogos e marcando um gol, num amistoso contra a Austrália, em fevereiro de 1996.
Esteve próximo de jogar a Copa de 1994, quando o Japão, treinado pelo holandês Hans Ooft (técnico que lançou Moriyasu para o futebol), cedeu o empate para o Iraque depois de estar vencendo por 2 a 0, no jogo conhecido entre os japoneses como "Agonia de Doha". Pelos Samurais Azuis, venceu a Copa da Ásia de 1992.

## Carreira como treinador
Após pendurar as chuteiras, voltou ao Sanfrecce em 2004, como preparador físico. Trabalhou ainda como técnico da equipe sub-20 do Japão até 2007, e foi também preparador físico no Albirex Niigata.
Sua estreia como treinador em nível profissional foi em 2012, quando foi contratado para o lugar de Mihailo Petrović novamente pelo clube de Hiroshima, sendo tricampeão nacional no mesmo ano, em 2013 e 2015.
Em julho de 2017, saiu em decorrência dos maus resultados na primeira divisão, quando o Sanfrecce escapou do rebaixamento nas últimas rodadas.

## Vida pessoal
É pai de Shohei e Keigo Moriyasu, que também são jogadores de futebol. Seu irmão mais novo, Hiroshi Moriyasu, foi também atleta profissional, no entanto sem o mesmo destaque.

## Títulos

### Jogador
Japão
- Copa da Ásia: 1992

### Treinador
Sanfrecce Hiroshima
- J1 League: 2012, 2013, 2015
- Supercopa Japonesa: 2013, 2014, 2016

Japão
- EAFF Asian Football Championship: 2022

Individuais
- J.League Manager of the Year: 2012, 2013, 2015
- Asian Coach of the Year: 2022[3]